# David Stenmarck
David Stenmarck, född den 20 februari 1974, är en svensk musiker, låtskrivare och musikproducent.
Stenmarck är bror till Martin Stenmarck. De har bland annat skrivit 7milakliv tillsammans, men han har även skrivit låten "Fade Away" till Celine Dion och "Written in the Stars" till Westlife.
David Stenmarck producerade showen "Ladies Night", och deltog i Melodifestivalen 2009 som låtskrivare med bidraget "1000 Miles" med H.E.A.T.
Den 19 april 2010 släppte Idol-vinnare Erik Grönwall sin nya singel "Crash and Burn". Låten är skriven av David Stenmarck och Niklas Jarl tillsammans med Brian McFadden, tidigare medlem i Westlife.